# Nesbitt
Nesbitt – civil parish w Anglii, w hrabstwie Durham. W 2001 civil parish liczyła 4 mieszkańców.